# Эргэнэ-хатун
Эргэнэ-хатун — ойратская принцесса Монгольской империи и фактическая правительница Чагатайского улуса. Была регентом от имени своего маленького сына с 1252 по 1260 год.

## Биография
Родилась в семье Торельчи, вождя ойратов, и Чечейген, дочери Чингисхана.
Вышла замуж за Хара-Хулагу, внука хана Чагатая, который был возведен на трон как чагатайид в 1242 году после смерти Угэдэя и Чагатая. Однако в 1246 году Гуюк-хан заменил Хара-Хулагу своим дядей Есу-Мункэ. Хара-Хулагу поддержал Мункэ-хана в 1251 году, а тот повторно назначил Кара-Хулагу ханом Чагатайского улуса, а затем казнил Есу-Мункэ. Однако по дороге он умер, и Мункэ позволил своей вдове Эргэнэ стать регентом от имени её маленького сына. Она правила ханством с 1252 по 1261 год.
По словам Рашид ад-Дина, Эргэнэ организовала банкет для Хулагу, когда его армия шла через Среднюю Азию в Иран в 1255 году.
В 1260 году после смерти Есу-Мункэ в Монгольской империи разразилась гражданская война, и его брат Ариг-Буга отправил Алгу в Бешбалык, чтобы укрепить свою власть. Алгу отстранил Эргэнэ от власти, после чего та бежала в Монголию. Воспользовавшись борьбой между Ариг-Бугой и старшим братом Хубилаем, Алгу выступил в качестве автономного хана, который перешел на сторону Хубилая и убил чиновников Ариг-Буги. После нескольких сражений Ариг-Буга отправил Масуд-бека и Эргэнэ к Алгу для переговоров о мире.
Алгу женился на Эргэнэ и назначил Масуда наместником в Центральной Азии.
После смерти Алгу в 1266 году Эргэнэ назначила своего сына Мубарек-шаха от своего первого мужа Хара-Хулагу ханом Чагатайского улуса. Хан Хубилай был взбешен этим и послал Барака захватить власть в Чагатайском улусе. Через несколько месяцев он узурпировал трон у Мубарек-шаха при содействии монгольской знати. К тому времени Эргэнэ, согласно некоторым источникам, умерла.